# Svenska mästerskapen i jujutsu 2002
Svenska mästerskapen i ju-jutsu 2002 avgjordes i Nybro den 12 april 2002.
Arrangerande förening var Nybro Kampsport Center.

## Resultat
| Placering | Namn                | Klubb               |
| --------- | ------------------- | ------------------- |
| Guld      | Pernilla Gunnarsson | Nacka JJK           |
| Silver    | Ingela Viktorsson   | Nacka JJK           |
| Brons     | Linda Enarsson      | Stockholms City JJK |

| Placering | Namn                       | Klubb               |
| --------- | -------------------------- | ------------------- |
| Guld      | Johanna Andersson-Stråberg | Stockholms City JJK |
| Silver    | Jessica Tanzilli-Jansson   | Gävle JJ            |
| Brons     | Linda Yngvesson            | Falu JJK            |

| Placering | Namn         | Klubb     |
| --------- | ------------ | --------- |
| Guld      | Åsa Kjellman | Nacka JJK |

| Placering | Namn          | Klubb                    |
| --------- | ------------- | ------------------------ |
| Guld      | Jennie Brolin | Kraftverket JJA, Uppsala |

| Placering | Namn          | Klubb                |
| --------- | ------------- | -------------------- |
| Guld      | Patrik Fondin | Herrljunga JJK       |
| Silver    | Jonas Rosell  | Gävle JJ             |
| Brons     | Dan Wigblad   | Linköpings Budoklubb |

| Placering | Namn           | Klubb                    |
| --------- | -------------- | ------------------------ |
| Guld      | Markus Thurén  | Kraftverket JJA, Uppsala |
| Silver    | Martin Ingholt | Nybro KC                 |
| Brons     | Jan Olsson     | Kraftverket JJA, Uppsala |

| Placering | Namn          | Klubb                  |
| --------- | ------------- | ---------------------- |
| Guld      | Johan Ingholt | Nybro KC               |
| Silver    | Jonny Nilsson | Linköpings Budoklubb   |
| Brons     | Paul Persson  | JJK Samurai, Jönköping |

| Placering | Namn             | Klubb     |
| --------- | ---------------- | --------- |
| Guld      | Ricard Carneborn | Nacka JJK |
| Silver    | Andy Gaugl       | Nacka JJK |
| Brons     | Magnus Arvidsson | Nybro JJR |

| Placering | Namn            | Klubb                   |
| --------- | --------------- | ----------------------- |
| Guld      | Mikael Mattsson | Krafverket JJA, Uppsala |
| Silver    | Ville Ilola     | JJK Samurai, Jönköping  |
| Brons     | Johan Jorup     | Linköpings Budoklubb    |

| Placering | Namn            | Klubb          |
| --------- | --------------- | -------------- |
| Guld      | Mattias Forberg | Södertälje JJK |

| Placering | Namn                              | Klubb          |
| --------- | --------------------------------- | -------------- |
| Guld      | Robert Nyman / Karen Pacull       | Stockholms JJD |
| Silver    | Björn Hallstig / Birgitta Jonsson | Umeå Budoklubb |

| Placering | Namn                              | Klubb          |
| --------- | --------------------------------- | -------------- |
| Guld      | Magnus Arvidsson / Samir Sörensen | Umeå Budoklubb |